# Велика награда Саудијске Арабије
Велика награда Саудијске Арабије (арап. جائزة السعودية الكبرى) је трка Формуле 1 која би се први пут одржала 2021. Прво издање трке одржано је у Џеди. Ова трка је била четврта ноћна трка у календару Формуле 1, након Велике награде Сингапура, Бахреина и Катара.

## Историја
У августу 2019. објављени су планови за изградњу сталног мото-спортског комплекса у граду Кидију. Пројекат је осмислила Тест и траининг интернационал, консултантска кућа у мотоспорту на чијем је челу бивши Формула 1 возач Александар Вурц, са циљем да се створи стаза светске класе која може да угости све ФИА категорије до Формуле 1. У јануару 2020, планови за тркачку стазу у Кидији су званично потврђени на догађају, где се дизајнер стазе Вурц појавио заједно са садашњим и бившим возачима Формуле 1 који су добили прилику да возе на распореду у тркачком симулатору. Током догађаја потврђено је да је стаза дизајнирана по стандардима ФИА и ФИМ грејд 1. У то време, Формула 1 је одбила да коментарише могућност трке.
Велика награда Саудијске Арабије први пут се појавила на првом нацрту привременог календара Формуле 1 за 2021. годину, који је приказан тимовима на састанку комисије Формуле 1, одржаном у октобру 2020. Нацрт календара је пренео све 22 трке из првобитног календара за 2020, уз додатак Саудијске Арабије. У новембру 2020. године објављено је да ће град Џеда бити домаћин прве Велике награде Саудијске Арабије, у сарадњи са Саудијском аутомобилском и мотоциклистичком федерацијом. Стаза Џеда Корнич ће се налазити дуж обала Црвеног мора.

## Критика
Велика награда је критикован од Амнести интернашонал на основу људских права у Саудијској Арабији. Хјуман рајтс воч је такође осудио одлуку тврдећи да је то „ део циничне стратегије за одвраћање пажње од кршења људских права у Саудијској Арабији.“ Формула 1 је одговорила рекавши да је „[Формула 1] наш став о људским правима и другим питањима јасно разјаснила сви наши партнери и земље домаћини који се обавезују да ће поштовати људска права у начину на који се њихови догађаји одржавају.“ и да је „[Формула 1] напорно радила да буде позитивна сила свуда где се трка, укључујући економске, друштвене и културне користи." Према Хјуман рајтс вочу, Велика награда и други спортски догађаји у Саудијској Арабији користе да одврате људе од озбиљних кршења људских права. Директорка глобалне иницијативе у Хјуман рајтс вочу – Минки Ворден позвала је Формулу 1 да процени ситуацију у Саудијској Арабији и инсистира на ослобађању заштитника женских права који су говорили у прилог права жена да возе. У фебруару 2021, 45 организација за људска права позвало је Луиса Хамилтона да бојкотује Велику награду наводећи улогу Саудијске Арабије у грађанском рату у Јемену, притварање активиста за женска права и убиство новинара The Washington Post, Џамала Кашогџија. Саудијска Арабија је негирала да се Велика награда користила за спортско прање, тврдећи да је трка део процеса отварања Саудијске Арабије према спољном свету.
Након пресретања пројектила у Дираџи током Дираџа еПрија 2021, постављена су питања о одрживости догађаја. Формула 1 је касније изјавила да никада неће ићи у области са високим безбедносним ризиком, али су такође изјавиле да имају „сво поверење да саудијска влада и њене агенције имају технологију и способност да обезбеде и осигурају.”

## Стаза
Названа као „најбржа улична стаза“ у календару Формуле 1, са симулираним аутомобилима Формуле 1 да имају просечну брзину већу од 250 км/ч (160 миља на сат), стаза ће бити друга најдужа у календару Формуле 1. Стаза ће бити изграђена на Корничу Џеда поред Црвеног мора и дизајнирао је Херман Тилке.

## Победници

### По години
Велика награда Саудијске Арабије одржана је на стази Џеда Корнич.
| Година | Возач          | Конструктор | Место |
| ------ | -------------- | ----------- | ----- |
| 2022   | Макс Верстапен | Ред бул     | Џеда  |
| 2021   | Луис Хамилтон  | Мерцедес    | Џеда  |